# Hermes Desio
Hermes Aldo Desio (ur. 20 stycznia 1970 w Rosario) – były argentyński piłkarz występujący na pozycji pomocnika, m.in. w klubie Deportivo Alavés.

## Kariera
Desio jest wychowankiem klubu Renato Cesarini z rodzinnego Rosario, z którego w wieku 19 lat trafił do aktualnego mistrza kraju, CA Independiente. W roku 1994 zdecydował się na podróż na Stary Kontynent - od tej pory, aż do 2003 roku, był graczem trzech klubów grających w La Liga: Celty Vigo, UD Salamanki oraz Deportivo Alavés. Z tym ostatnim klubem związał się jako 27-latek i to właśnie na Estadio Mendizorroza spędził najlepsze lata swojej kariery w Hiszpanii. Drużyna z Vitorii była wówczas liczącą się siłą w lidze, dokonywała także cudów w europejskich pucharach. Desio był członkiem zespołu, który wystąpił w finale Pucharu UEFA 2000/01 i w dramatycznych okolicznościach poniósł porażkę 4:5 (po dogrywce) z angielskim Liverpoolem.